# Chrome (Computerspiel)
Chrome ist ein Computerspiel des polnischen Spieleentwicklers Techland und wurde 2003 von Deep Silver für Microsoft Windows veröffentlicht. 2005 erschien ein Nachfolger Chrome SpecForce. Die Fortsetzung Chrome 2 wurde angekündigt.
Chrome ist ein Ego-Shooter, der den Hauptschwerpunkt auf die Einzelspieler-Kampagne setzt, obwohl auch ein Mehrspieler-Modus vorhanden ist. Das Spiel handelt zeitlich in der Zukunft und verbindet fortschrittliche Technik (zum Beispiel Implantate) mit bereits vorhandener (vorrangig ballistische Waffen). Charakteristisch für Chrome sind die riesigen Level, da man fast alles Sichtbare ohne Ladevorgang auch betreten kann.
Das Spiel ist nach dem Metall Chrom benannt, das in der Zukunftsvision von Chrome sehr selten ist, auch wenn es sich dabei offensichtlich nicht um das uns bekannte Element Chrom zu handeln scheint. Daher sind die meisten Großkonzerne nebenbei oder sogar hauptsächlich hinter Chrom her. Der Protagonist gerät in diesen Konflikt und verteidigt später auch eine Minenkolonie, in der Chrom gefunden wurde.

## Handlung
Der Held der Geschichte ist Bolt Logan, ein Söldner und ehemaliger SpecForce-Agent. Der Spieler beginnt nicht als Söldner, wie es die Spielbeschreibung auf der Packungsrückseite vermuten lässt, sondern als SpecForce-Agent auf einem geheimen Sondereinsatz. In dieser Mission – „Prolog“ genannt – muss der Spieler als Logan in ein Gebäude eindringen, um Pläne des Konzerns OCTOLAB wiederzubeschaffen, die diesem entwendet worden waren. Dabei wird er von seinem Freund Robert „Pointer“ Herz getrennt und schließlich von ihm zurückgelassen und als Verräter hingestellt. Auf dem Weg ins Freie begegnet er Carrie, mit der er sich nach draußen durchkämpft. Ein Jahr später ist Logan aus der SpecForce entlassen worden, und er zieht mit seiner Partnerin Carrie als Söldner durch das Valkyria-Sonnensystem, immer auf der Suche nach gut bezahlten Aufträgen. Doch im Laufe des Spieles geraten er und Carrie zwischen die Fronten mehrerer Großkonzerne. So begegnet er auch seinem alten Bekannten Pointer wieder, und natürlich sinnt er auf Rache.

## Spielprinzip
Vor jeder Mission stellt der Spieler seine Ausrüstung zusammen. Meist wird man dann auf einem Planeten abgesetzt und muss sich zu Beginn erst mit seiner Umgebung vertraut machen, indem auf der Satellitenkarte Standort, Missionsziele und die Wege dorthin geprüft werden. Chrome beinhaltet somit im Gegensatz zu vielen anderen Einzelspieler-Shootern wie Half-Life 2 eine taktische Komponente. Vorausschauendes Handeln und geschicktes Bewegen sind hierbei zielführender als der Einsatz brachialer Gewalt, insbesondere da das Alter Ego oft schon nach wenigen Treffern stirbt. Missionen in Gebäuden erfordern keine besonderen taktischen Fähigkeiten, tragen dem Spieler aber häufig Aufgaben auf, die erfüllt werden wollen: Beispielsweise müssen Computer „gehackt“ werden, was sich in einem Minispiel ähnlich Memory äußert. Um die Mission erfolgreich zu beenden, steht dem Spieler ein gesamter Fuhrpark zur Verfügung. Die Fahrzeuge sind teilweise zwingend notwendig für das Erfüllen eines Zieles. Am Ende einer Mission wartet ein Endgegner, der den Höhepunkt der Mission darstellt und häufig Ereignisse der Handlung erklärt und vorhersagt. Das Spiel bietet in einem integrierten Tutorial fünf Schwierigkeitsgrade.
Ähnlich wie in Rollenspielen verfügt der Spieler über ein Inventar mit begrenzter Kapazität. Es beruht auf „Kästchen“, das heißt, dass jeder Gegenstand einen bestimmten Platz einnimmt und somit nur eine begrenzte Anzahl an Waffen (z. B. Pistole, Maschinengewehr, Schrotgewehr), Munition und anderen Ausrüstungsgegenständen (z. B. Healthpacks, Fernglas) mitgenommen werden kann. Zu Beginn einer Mission macht das Spiel einen Vorschlag zur Waffenwahl. Im Unterschied zu anderen Science-Fiction-Shootern wie Unreal II: The Awakening oder Star Wars: Jedi Knight werden nicht Energie, Plasma oder Laser, sondern ballistische Projektile verschossen. Je nach Missionsziel sind verschiedene Waffen von Vorteil oder erforderlich.
Das System erinnert stark an Deus Ex, wo der Spieler sich ebenfalls mit Implantaten aufrüsten kann. Implantate sind biokybernetische Geräte und werden direkt in das menschliche Gewebe eingesetzt. Sie verbessern zum Beispiel die Laufgeschwindigkeit, das Zielen oder umgeben den Körper mit einer Schutzmembran. Um den Spieler nicht unbesiegbar zu machen, ist die Nutzung der Implantate eingeschränkt. Sie sind als kleine Geräte fremd im menschlichen Körper und belasten daher das neurale Nervensystem und sollten nur kurz genutzt werden, da der Spieler sonst mit Beeinträchtigungen des Sichtfeldes oder unkontrollierten Muskelzuckungen zu rechnen hat. Es gibt jedoch ein Gegenmittel, das den Normalzustand des Nervensystems wiederherstellt.
Healthpacks und Fernglas sind zwei der notwendigen Gegenstände, die der Spieler immer bei sich tragen sollte. Oft ist die Ausrüstung auch anderweitig für die erfolgreiche Beendigung einer Mission zwingend notwendig. Aufgrund der Levelgröße stehen dem Spieler und auch seinen Gegnern Fahrzeuge zur Verfügung. Manche verfügen über Bordgeschütze, die vom und gegen den Spieler eingesetzt werden können. Die integrierten Bordkanonen sind oft nützlich, da sie eine stärkere Feuerkraft als gewöhnliche Handfeuerwaffen haben.
Der Mehrspieler-Modus ist nicht Chromes Schwerpunkt. Dennoch bietet er einige wie im Einzelspieler-Modus riesige Maps. Im Mehrspieler-Modus kann man alle Fahrzeuge (ausgenommen Flugzeuge) benutzen und vor jedem Spawn das Equipment aus dem Waffenarsenal wählen.

## Technik

### Engine und KI
Techland verzichtete auf die Nutzung vorhandener Grafik-Engines anderer Softwareentwickler und entwickelte stattdessen für Chrome eine eigene Engine. Diese kann große Gebiete vollständig darstellen und ermöglicht es dem Spieler, alles zu betreten, was er sehen kann. Vorherrschende Gestaltungselemente in Chrome sind dichte Wälder oder Dschungel, seltener kommen Wüstenlandschaften oder Innenräume vor.
Die Engine setzt stark auf Realismus, was sich insbesondere bei den Spezialeffekten zeigt. Auffallend sind hierbei Lichteffekte wie z. B. Lichtstrahlen, die durch das Blätterdach des Dschungels fallen und sich in einer Pfütze oder auf Metall spiegeln. Ebenso ungewöhnlich sind die Explosionen von Granaten oder Treibstoff-Fässern, die Schmutz aufwirbeln oder auch Gegner per Ragdoll-System fortschleudern. Landschaften, Gebäude und Menschen sind mit wirklichkeitsgetreuen Texturen versehen. Die Maserung von Lederjacken, Rost auf Eisen oder Kratzspuren auf Rüstungen sind klar zu erkennen. Wälder werden nicht nur durch Bäume, sondern auch mit einem Untergrund aus Farnen, Büschen und Gräsern dargestellt. Figuren und bewegliche Gegenstände wurden detailliert animiert. In den Zwischensequenzen wirken die Gesichter der Charaktere unrealistischer.
Wenn ein Bot unter Beschuss gerät und den Schützen – also meist den Spieler – nicht orten kann, geht er sofort in Deckung, stellt sich tot und wirft Handgranaten auf den Angreifer.

### Sound und Musik
In der deutschen Version des Spiels leiht der Synchronsprecher Torsten Münchow („Gorky Zero“) dem Protagonisten seine Stimme.
Die von Pawel Blaszczak komponierte Musik ist vor allem in „Stealth“-Missionen zu hören, in denen Schleichen und schallgedämpftes Töten im Vordergrund stehen. Die Musik klingt metallisch, vollorchestral oder vokal.

## Erweiterungen
Der ChromEd ist ein Map-Editor für Chrome, der das Erstellen eigener Maps und Missionen ermöglicht. Der Editor ist in einem 332 Seiten langen Tutorial dokumentiert. Es baut Schritt für Schritt eine Map auf und bringt dies dem Mapper bei. Im Internet finden sich auf der offiziellen Seite von Chrome und auf diversen Fansites Maps.
Mittlerweile ist eine Gold-Edition erhältlich, welche neben dem Spiel ein Mauspad und eine Audio-CD mit dem Soundtrack des Spiels umfasst. Der beigefügte Patch, der auch im Internet zum Download bereitsteht, sorgt für eine Verbesserung der KI. Des Weiteren enthält das Angebot weitere Einzelspieler-Missionen, die jedoch nicht in die Story der Hauptkampagne integriert wurden und auch keinen hohen Anspruch aufweisen.

## Rezeption

### Kritiken
„Mehr als nur schicke Grafik: auch spielerisch überraschend stark.“

„…nicht noch ein weiterer Shooter, sondern eine gelungene Mischung aus Action und Taktik.“

„Chrome sieht spitzenmäßig aus, bietet eine Menge Action und hebt sich durch dezente Innovation von der Konkurrenz ab.“

### Dukes Choice Award
Chrome gewann im Sommer 2004 den Dukes Choice Award der Firma Sun Microsystems. Er geht an das innovativste Produkt, das die Java-Programmiersprache verwendet. Der Preis wurde vom Java Leadership Team verliehen. Dieses besteht u. a. aus Scott McNealy und James Gosling, den Erfindern Javas.